# Warren J. Kemmerling
Warren J. Kemmerling est un acteur américain né le 4 janvier 1924 à Saint-Louis, dans le Missouri, et mort le 3 janvier 2005 à Los Angeles, en Californie (États-Unis).

## Filmographie
- 1961 : Gun Street : Frank Bogan
- 1962 : Incident in an Alley : Peterson
- 1962 : Trauma : Luther
- 1962 : Convicts 4 de Millard Kaufman : Guard
- 1964 : Les Pas du tigre (A Tiger Walks) de Norman Tokar : Kelso
- 1964 : Navajo Run : Luke Grog
- 1965 : Angel's Flight
- 1965 : Le Cher Disparu (The Loved One)
- 1970 : Au-delà de la sentence (The Lawyer) : Sergeant Moran
- 1970 : Attaque au Cheyenne Club (The Cheyenne Social Club) : Kohler
- 1970 : Le Virginien (TV) saison 8 épisode 16 (Nightmare) : Frank Benteen
- 1971 : Brother John : George
- 1973 : Chantage à Washington (Savage) (TV) : Lieutenant Chambers
- 1973 : Hit! : Dutch Schiller
- 1974 : Exécuté pour désertion (The Execution of Private Slovik) (TV) : Major Fellman
- 1974 : Trapped Beneath the Sea (TV) : Cmdr. Prestwick
- 1975 : Trente-sept degrés à l'ombre (92 in the Shade) : Powell
- 1975 : La Trahison se paie cash (en) (Framed) de Phil Karlson : Morello
- 1976 : Complot de famille (Family Plot) : Grandison
- 1976 : À plein gaz (Eat My Dust) de Charles B. Griffith : Sheriff Harry Niebold
- 1977 : Raid sur Entebbe (Raid on Entebbe) (TV) : Gad Yaakobi
- 1977 : Rencontres du troisième type (Close Encounters of the Third Kind) : Wild Bill
- 1978 : King (feuilleton TV) : Lyndon Johnson
- 1978 : La Conquête de l'Ouest (feuilleton TV) : Judge Rensen (épisodes 4, 7-9)
- 1979 : The Bermuda Triangle : Captain - Ellen Austin
- 1979 : The Dark : Police Captain Speer
- 1984 : Le Retour de Godzilla (Gojira) : General Goodhoe (US version)